# Kraftwerk Letsi
Das Kraftwerk Letsi ist ein Wasserkraftwerk in der schwedischen Gemeinde Jokkmokk, Provinz Norrbottens län, das am Lilla Luleälven etwa 16 km flussaufwärts von der Mündung des Lilla Luleälven in den Luleälven liegt. Es wurde von 1960 bis 1967 errichtet. Das Kraftwerk ist im Besitz von Vattenfall und wird auch von Vattenfall betrieben.

## Absperrbauwerk
Das Absperrbauwerk ist ein Steinschüttdamm mit einer Höhe von 85 m. Die Länge der Dammkrone beträgt 520 (bzw. 550) m. Die Hochwasserentlastung befindet sich auf der rechten Seite des Staudamms; über sie können maximal 1550 m³/s abgeleitet werden.

## Stausee
Der Stausee erstreckt sich über eine Länge von 30 km. Da das Wasser des Stausees gänzlich zum Kraftwerk (und danach zum Luleälven) abgeleitet wird, ist das Flussbett des Lilla Luleälven unterhalb des Staudamms i. d. R. trockengelegt.

## Kraftwerk
Mit dem Bau des Kraftwerks wurde 1960 begonnen; es ging 1967 in Betrieb. Das Kraftwerk verfügt mit drei Francis-Turbinen über eine installierte Leistung von 419 (bzw. 420 440 450 456 oder 486) MW. Die durchschnittliche Jahreserzeugung liegt bei 1770 (bzw. 1857 oder 1860) Mio. kWh. Die Fallhöhe beträgt 135 (bzw. 136) m. Der maximale Durchfluss liegt bei 390 m³/s.